# Makoto Kobayashi
Makoto Kobayashi (n. 7 aprilie 1944, Nagoya, Japonia) este un fizician japonez, laureat al Premiului Nobel pentru Fizică în 2008, împreună cu Toshihide Maskawa, pentru descoperirea originii ruperii simetriei, ceea ce prezice existența a cel puțin trei familii de quarkuri în natură. Cei doi au împărțit jumătate din premiu, cealaltă fiindu-i acordată americanului de origine japoneză Yoichiro Nambu.